# بيت واقد (كشر)

تعديل مصدري - تعديل

بيت واقد هي إحدى قرى عزلة انهم الشرق بمديرية كشر التابعة لمحافظة حجة، بلغ تعداد سكانها 266 نسمة حسب تعداد اليمن لعام 2004.